# Ali Mirza
Ali Mirza auch Ali Safawi (anhörenⓘ; * im 15. Jahrhundert; † 1494 in der Nähe von Ardabil) war der Sohn des Ordenführers Scheich Haidar und Halime Alamschah Begom; und Bruder des späteren iranischen Safawidenkönigs Ismail I. Seine Familie war Anführer der radikalen schiitischen Safawiyya und mit dem Herrscherhaus der Aq Qoyunlu verschwägert. Sein Vater starb am 9. Juli 1488 im Kampf gegen die Schirwanschah und Ali Mirza beerbte ihn als ältester Sohn. Ali Mirza legte sich als erster der Safawiyyaführer den Titel Padischah (König) zu, ein Zeichen, dass er auch weltliche Macht beanspruchte. Er versammelte viele Anhänger seines Ordens in Ardabil, wo diese ihn dazu aufriefen, den Tod seines Vaters zu rächen. Der Aq-Qoyunlu-Herrscher und Onkel Ali Mirzas Yaqub, der den Schirwanschah gegen Haidar geholfen hatte, war alarmiert und ließ Ali Mirza zusammen mit seiner Mutter und zwei jüngeren Brüdern Ibrahim und Ismail in der Festung Istachr im südlichen Iran einsperren.
Nach viereinhalb Jahren Inhaftierung und dem Tod Yaqubs 1490 wurde Ali Mirza 1493 durch den Aq-Qoyunlu-Prinzen und Prätendenten auf den Thron Rustam freigelassen. Dieser wollte Ali Mirzas Einfluss und Macht in der Safawiyya für sich nutzen. Im Gegenzug solle Rustam Ali Mirza als seinen eigenen Nachfolger bestimmt haben. Zusammen konnten sie den anderen Thronanwärter Baisonqur besiegen. Doch mit der Zeit empfand Rustam Ali Mirza als wachsende Bedrohung. Ali Mirza erfuhr von Rustams Absicht ihn zu töten und floh mit seinen Leuten Richtung Ardabil. Rustam schickte ihm Soldaten hinterher, die ihn bei Schamasbi in der Nähe Ardabils abfingen und töteten. Ali Mirza hatte seinen Bruder Ismail als Nachfolger auserkoren und zuvor bereits nach Ardabil geschickt. Ali Mirzas Leichnam wurde auf Bitten seiner Mutter in Ardabil beigesetzt. Sein Bruder Ismail sollte nach einigen Jahren 1499 die Aq Qoyunlu besiegen und Persien unter seiner Herrschaft einen.